# Agesidam
Agesidam (en grec antic: Ἀγησίδαμος, llatí: Agesidamus) fou un atleta grec que l'any 476 aC va guanyar la prova de pugilat als Jocs Olímpics. Era fill d'Arquèstrat, nadiu de Locres Epizefiris. Píndar en parla a les seves Olímpiques XII i XII, i uns escolis als poemes situen la seva victòria a la 74a Olimpíada.
Hi va haver un altre Agesidam nascut a Locres Epizefiris també cantat per Píndar, que va guanyar als Jocs Nemeus.